# West Didsbury
West Didsbury lub Didsbury West – dzielnica w Manchesterze w Anglii, w hrabstwie Wielki Manchester, w dystrykcie metropolitalnym Manchester. W 2011 dzielnica liczyła 12 455 mieszkańców.